# Missions jésuites des Guaranis
Les missions jésuites des Guaranis (communément appelées réductions de reducciones, regroupement en español) ont été établies au XVIIe siècle et XVIIIe siècle dans la forêt tropicale sur le territoire du peuple guaraní aujourd'hui partagé entre l'Argentine, le Paraguay et le Brésil. Sept d'entre elles sont inscrites sur la liste du patrimoine mondial de l’UNESCO.

## Les missions
Trente réductions guaranis partageant un territoire et une culture constituaient la province jésuite de Misiones, correspondant à la région frontalière entre le Paraguay, l'Argentine et le Brésil actuels. Quinze de ces réductions se trouvent en Argentine. Sept des anciennes missions qui forment aujourd'hui le circuit international des missions jésuites ont été déclarées patrimoine de l'humanité.
Les cinq premières missions inscrites à l'UNESCO sont celles de São Miguel das Missões, au Brésil et San Ignacio Mini, Santa Ana, Nuestra Señora de Loreto et Santa Maria la Mayor, en Argentine, en 1983-1984 (dossier 275bis). Les deux autres sont inscrites en 1993, ce sont celles de Jesús de Tavarangue et La Santísima Trinidad, au Paraguay (dossier 648).
Elles sont toutes planifiées suivant un urbanisme semblable, reflétant l'organisation sociale typique de la 'réduction', elle-même inspirée de principes religieux: au centre se trouvent les bâtiments communs: l’église avec son cloître y attenant sur lequel donnent l'école et la résidence des missionnaires, ainsi que des ateliers d’artisanat. Ce centre est flanqué d'une part d'une prison, ainsi que d'une maison pour les veuves et les femmes considérées comme ayant des mœurs peu respectables; ainsi que d'un cimetière d'autre part. Celui-ci comporte une section pour les hommes, et une autre pour les femmes et les enfants. Les logements familiaux se répartissent « en haut » et « en bas » du centre. Elles s'inspiraient tout d'abord des cases traditionnelles: Tout d'un tenant, le corps de la maison s'étirant en longueur pour abriter tous les membres de la famille. Plus tard, lorsque les Guaranis ont accepté le modèle familial monogame, des cloisons ont été ajoutées pour créer des pièces séparées.

## Le contexte
Les missions ont été construites à la suite de l’allégeance de certains chefs guaranis (les caciques) qui s’étaient placés sous la suzeraineté et protection du roi d’Espagne afin de ne pas devoir se soumettre aux bandeirantes, bandes armées de colons portugais venues du Brésil qui organisaient des raids esclavagistes dévastateurs. Il y avait au moins deux jésuites par mission, y compris des frères dont la compétence technique ou artisanale était particulièrement appréciée.
La particularité de ces missions était que les Guaranis étaient libres. Témoignent de cette liberté les rapports de conflits entre les Jésuites et les Guaranis, ceux-ci ne supportant parfois pas les remontrances qui leur étaient faites. Le choc culturel, ainsi que le poids de cette allégeance morale aboutit à plusieurs cas de "rébellion", ou plus exactement de désertion lorsque les mutins choisissaient de repartir vivre en forêt.
Les relations avec les hommes de l'Ancien Monde qu'étaient les missionnaires jésuites étaient exceptionnellement bonnes. Hormis la protection physique certaine, les Guaranis bénéficiaient des savoirs européens, tant d'un point de vue scientifique, qu'artistique et relativement démocratique. Par ailleurs la culture, la langue et, dans la mesure du possible, l'organisation socio-politique étaient respectées et même encouragées. C'est dans le domaine de l'art qu'ils ont excellé, leurs œuvres étant aujourd'hui exposées dans les musées, et autrefois envoyées par les ecclésiastiques aux "grands" de l'Ancien monde, comme exemplaires dignes de rivaliser avec l'art européen.
Ces missions se sont rapidement multipliées pendant trente ans, de 1611 à 1630, abritant ainsi une population totalisant jusqu’à 140 000 personnes de l'empire colonial espagnol, sur un territoire qui aujourd'hui va du nord de l’Uruguay au sud-est du Paraguay en passant par le Brésil et l’Argentine. Elles se développèrent avec plus de difficultés avec les tribus Guaranis très dispersées dans la forêt amazonienne.
Elles furent plusieurs fois attaquées, de 1632 à 1635, par les bandeirantes qui y cherchaient des esclaves. Avec l'autorisation du roi d'Espagne le père Antonio de Montoya organisa une défense armée. L'armée locale ainsi constituée mit un terme à ce problème. Le Pape Urbain VIII apporta, en 1639, sa protection aux Indiens avec la bulle Commissum Nobis.
À leur apogée les missions auraient couvert un territoire comparable à celui de la France.
Le Traité des limites entre le Portugal et l’Espagne en 1750 marqua le déclin et la fin de ces missions. En 1758, les Jésuites et les Guaranis revinrent pour refonder les missions car les Portugais étaient repartis, n’ayant pas trouvé d’or en ces lieux.
L'expulsion des Jésuites des territoires espagnols, en 1767, suivie de la suppression universelle de la Compagnie de Jésus en 1773 fut un dernier coup. De plus, alarmées par les victoires militaires de Guaranis les administrations portugaise et espagnole étaient devenues de plus en plus hostiles à ces zones de quasi extraterritorialité et envoyèrent des troupes mais l'offensive s'enlisa.
Dès lors les missions continuèrent mais déclinèrent progressivement jusqu’à disparaître au début XIXe siècle.